# 路克·威廉姆斯 (1993年)
盧克·威廉姆斯（英語：Luke Williams；1993年6月11日—）是一位英格蘭足球運動員。在場上的位置是前鋒。他現在效力於英格蘭足球甲級聯賽球隊斯坎索普联足球俱乐部。他也代表英格蘭各級國青隊參賽。